# Fibrado de espinores
Em geometria diferencial, dado uma estrutura espinorial sobre uma variedade Riemanniana {\displaystyle n}-dimensional {\displaystyle (M,g),\,} define-se o fibrado de espinores, ou fibrado espinorial, como sendo o fibrado vetorial complexo {\displaystyle \pi _{\mathbf {S} }\colon {\mathbf {S} }\to M\,} associado ao correspondente fibrado principal {\displaystyle \pi _{\mathbf {P} }\colon {\mathbf {P} }\to M\,} de estruturas de espinores sobre {\displaystyle M} e a representação espinorial de seus grupo de estrutura {\displaystyle {\mathrm {Spin} }(n)\,} sobre o espaço de espinores {\displaystyle \Delta _{n}.\,}.
Uma seção do fibrado espinorial {\displaystyle {\mathbf {S} }\,} é chamada de corpo de espinores.

## Definição formal
Seja {\displaystyle ({\mathbf {P} },F_{\mathbf {P} })} uma estrutura espinorial sobre uma variedade Riemanniana {\displaystyle (M,g),\,} isto é, uma elevação equivariante da estrutura de fibrado ortonormal orientada {\displaystyle \mathrm {F} _{SO}(M)\to M} em relação ao duplo recobrimento {\displaystyle \rho \colon {\mathrm {Spin} }(n)\to {\mathrm {SO} }(n).\,}
O fibrado espinorial {\displaystyle {\mathbf {S} }\,} é definido  como sendo o fibrado vetorial complexo
{\displaystyle {\mathbf {S} }={\mathbf {P} }\times _{\kappa }\Delta _{n}\,}
associado à estrutura espinorial {\displaystyle {\mathbf {P} }} via a representação espinorial onde {\displaystyle {\mathrm {U} }({\mathbf {W} })\,} denota o grupo de operadores unitários atuando sobre um espaço de Hilbert {\displaystyle {\mathbf {W} }.\,}Deve ser observado que a representação espinorial {\displaystyle \kappa } é representação unitária e fiel do grupo {\displaystyle {\mathrm {Spin} }(n)}.